# Ankh (Computerspiel)
Ankh (sprich Anch) ist ein Point-and-Click-Adventure mit 3D-Grafik und das Werk des deutschen Entwicklerteams Deck13. Herausgegeben wurde das Spiel 2005 über Rebel Games, das zum Publisher bhv Software gehört.

## Handlung
Die Handlung spielt im alten Ägypten in Kairo. Der junge Assil, Sohn eines Architekten, feiert mit Freunden in der von seinem Vater entworfenen Pyramide des Pharaos eine geheime, wilde Party. Dabei entweiht Assil unbeabsichtigt das Grab des Skarabäenkönigs und wird dafür durch eine auferstandene Mumie mit einem Fluch bestraft, der nach einiger Zeit zu seinem Tod führen soll. Während die Mumie Assil berührt, verliert sie ein Ankh, das auf den Arm ihres Opfers gleitet. Assil versucht nun, eine Audienz beim Pharao zu erlangen, um den Gottkönig um Hilfe gegen den Fluch zu bitten. Außerdem muss er verhindern, dass das Ankh in die Hände von Osiris, dem Gott der Unterwelt, fällt – ohne allerdings von der Bedeutung des Artefakts zu wissen.

## Spielprinzip und Technik
Ankh ist ein linear aufgebautes Adventure ohne Actioneinlagen. Die Hauptfigur Assil wird durch einfaches Klicken mit der Maus von einem Punkt zum anderen bewegt bzw. agiert per Mausklick mit Personen oder Objekten. Bei Dialogen kann durch Multiple Choice ausgewählt werden, was die Spielfigur von sich gibt. Die Dialoge werden wie in einem Kinofilm mit schwarzen Balken am oberen und unteren Bildschirmrand eingeblendet. Dabei schwenkt die Kamera abwechselnd zwischen den Dialogführenden hin und her. Das Inventar bietet für maximal zehn Gegenstände Platz. Im späteren Verlauf des Spiels kommt es zu einer Zusammenarbeit mit der weiblichen Spielfigur Thara. Zwischen den Spielfiguren Assil und Thara kann ab dann gewechselt werden.

## Produktionsnotizen
Schon 1997 entwickelte der Frankfurter Entwickler Artex Software ein Spiel mit dem Namen Ankh: The Tales of Mystery, jedoch nur für RISC OS. 2001 gründeten Mitarbeiter von Artex die Firma Triggerlab GmbH, die 2002 in Deck 13 umbenannt wurde.
Um bei Ankh die richtige Portion Humor einzubinden, ließen sich die Entwickler von ehemaligen LucasArts-Mitarbeitern beraten. Die Figuren in Ankh werden teilweise von bekannten Synchronsprechern gesprochen. Oliver Rohrbeck, die deutsche Stimme des US-amerikanischen Schauspielers Ben Stiller, verkörpert in der deutschen Fassung Assil. Mehrere Nebenrollen werden von Thomas Danneberg gesprochen, der unter anderem John Cleese synchronisierte und seine Figuren ähnlich wie in alten Monty-Python-Filmen klingen lässt. Die Produktionskosten des Spiels lagen laut Gamestar „im niedrigen sechsstelligen Bereich“.
Der Publisher ixsoft kündigte im November 2006 an, in Kooperation mit der deutschen Portierungsfirma RuneSoft Ankh für Linux zu veröffentlichen. Als Voraussetzung dafür wurde jedoch angegeben, dass mindestens 200 Vorbestellungen zustande kommen. Diese Zahl wurde nach zehn Tagen erreicht. Das Spiel wird seit Dezember 2006 für Linux ausgeliefert. Außerdem wurde im August des Jahres 2006, also ein Jahr nach Release, eine Special Edition zu dem Spiel veröffentlicht. Sie enthält zusätzlich zu dem Spiel ein Making of Ankh, den Trailer, einen Song, verschiedene Grafiken und Konzeptskizzen. 2008 wurde das Spiel durch Deck 13 für den Nintendo DS konvertiert. 2015 veröffentlichte der Hersteller eine „Geburtstagsedition“ mit technischen Anpassungen an moderne Systeme und einigen Bonusmaterialien wie etwa dem Soundtrack.
Im Oktober 2006 erschien der zweite Teil mit dem Titel Ankh: Herz des Osiris. Eine weitere Fortsetzung mit dem Titel Ankh: Kampf der Götter erschien im November 2007. Ein Spin-off der Reihe, das Wimmelspiel Ankh: Die verlorenen Schätze, erschien im Dezember 2009.

## Rezeption
Aus 27 aggregierten Wertungen erzielte Ankh auf GameRankings einen Score von 76 %.
Das deutsche Spielemagazin 4Players lobte Ambiente, Inszenierung, Dialoge und Humor des Spiels, kritisierte aber den linearen Aufbau und die kurze Spielzeit. Das Magazin hielt Ankh wegen seiner Zugänglichkeit und seines niedrigen Schwierigkeitsgrades vor allem für Anfänger für geeignet. Das deutsche Printmagazin Gamestar sah ein „klassisches Mausklick-Adventure“ voller „flotter Sprüche und cleverer Anspielungen“, dessen „faires Rätseldesign“ den Spieler stets wissen lasse, welche Aufgaben im Spiel als Nächstes zu lösen seien, in einigen Fällen aber absurde oder oberflächliche Rätsel präsentiere. Das Fachmagazin Adventure-Treff hielt fest, dass das Spiel inhaltlich wenig Bindungen zum Szenario „Altes Ägypten“ aufweise. Die Spielcharaktere ließen sich wegen ihrer modernen Ausdrucksweise und zahlreichen Anspielungen auf den Alltag der Neuzeit ohne Aufwand in andere Spielreihen übertragen, und die Gestaltung der Spielwelt nähme sich zahlreiche Freiheiten heraus. Die Rätsel seien recht einfach und durch den Verzicht auf Sackgassen und Sterbeszenen anfängerfreundlich gehalten. Das Magazin lobte die Musik, die Sprachaufnahmen und die Animationen des Spiels, kritisierte aber den Ressourcenhunger und die kurze Spielzeit. In Summe erfinde Ankh das Genre zwar nicht neu, sei aber ein „gutes, (...) unterhaltsames Adventure“.

### Auszeichnungen
Ankh hat 2005 mehrere Preise bekommen:
- Deutscher Entwicklerpreis
  - 1. Platz: Bestes deutsches Spiel
  - 1. Platz: Bester Soundtrack/In-Game Sound
  - 2. Platz: Beste Story/Spielewelt
- GameStar
  - Bestes deutsches Spiel
- 4Players
  - Bestes deutsches Spiel